# Синестезия зеркального прикосновения
Синестезия зеркального прикосновения (эмпатия прикосновений, англ. mirror-touch synesthesia) — редкое состояние, при котором в результате наблюдения за человеком, испытывающим тактильные ощущения (например, при прикосновении), синестет начинает чувствовать сходные ощущения на собственном теле. Например, обладающий этой особенностью, видя, как кто-то дотрагивается до своей щеки, чувствует такое же прикосновение на собственной щеке. В общем виде синестезия описывается как состояние, при котором стимул вызывает дополнительное ощущение. Синестезия обычно является особенностью развития; однако исследования показали, что синестезия зеркального прикосновения может приобретаться в результате ампутации.
Выраженность состояния у разных людей варьируется. Некоторые испытывают интенсивные физические ощущения в ответ на любые видимые прикосновения, тогда как другие описывают свои переживания, как ощущения «эха» от прикосновения. Это соответствует проекционному и ассоциативному типам синестезии. Кроме того, у некоторых зеркальных синестетов ощущение возникает только при наблюдении за прикосновениями к людям, в то время как другие реагируют на прикосновения к животным или даже неодушевленным предметам.
Синестезия зеркального прикосновения встречается примерно у 1,6-2,5 % популяции. Зеркальные синестеты обладают более высокими уровнями аффективной эмпатии и эмпатии к боли, по сравнению с людьми, которые не обладают этой особенностью. Их эмоциональное переживание наблюдаемого прикосновения может отличаться от переживания того, кого касаются (приятное прикосновение может восприниматься как неприятное и наоборот). Синестезия зеркального прикосновения может сочетаться с расстройствами аутистического спектра.

## Общая информация
Для подтверждения наличия синестезии зеркального прикосновения должны присутствовать три условия.
1. Синестетический ответ (ощущение, которое синестеты испытывают после наблюдения за прикосновением к кому-то) должен восприниматься как сознательный опыт.
2. Синестетические ответы должны быть вызваны стимулом, который обычно не вызывает такой реакции.
3. Синестетические переживания должны появляться автоматически, без сознательной мысли.

Чтобы изучить распространенность этого состояния, в Университетском колледже Лондона и Университете Сассекса было проведено исследование с участием 567 студентов. Было определено, что примерно 2,5 % популяции испытывали симптомы синестезии зеркального прикосновения. Дальнейшие исследования показали, что распространенность составляет 1,6 %, поэтому это состояние является одним из наиболее часто встречающихся типов синестезии, наряду с графемно-цветовой синестезией (1,4 %) и синестезией цветных дней (англ. day-color synesthesia) (2,8 %). На данный момент считается, что существует два подтипа состояния. Чаще всего наблюдается первый тип (зеркальный), при котором ощущение возникает в части тела, противоположной наблюдаемой, как будто человек смотрит в зеркало (например, наблюдение за прикосновением к левой щеке вызывает ощущения в правой). При втором типе ощущения появляются на той же стороне тела, что и наблюдаемое прикосновение (анатомический).
В исследованиях предпринимались попытки более явно определить интенсивность синестетических реакций. Участникам эксперимента предъявлялись видеоклипы с различными видами прикосновений. Выяснилось, что на интенсивность синестетического прикосновения не влияет место наблюдаемого прикосновения (рука, нога и т. д.); однако иногда влияние оказывает его пространственная ориентация. Когда дотрагиваются до скрещенных рук, в восприятии синестетов они «раскрещиваются» (при прикосновении к правой руке, находящейся в левой части экрана, ощущение возникает в правой руке смотрящего). Но при наблюдении за перевернутым лицом переворачивание воспринимаемого касания не происходит (прикосновение к правой щеке, находящейся в левой части экрана, вызывает ощущение на левой щеке). На интенсивность также не влияет, состоит ли наблюдаемое действие в том, что человек сам прикасается к себе, или его касается кто-то другой. Значительное влияние на интенсивность реакции оказывает тип объекта, который прикасается. Если используется палец или кончик ножа, интенсивность ощущения гораздо более высокая, чем с использованием пера. Наконец, наблюдение за прикосновением к манекену вызывает реакцию меньшей интенсивности, чем при наблюдении за прикосновением к живому человеку. По этой причине предполагается, что для того, чтобы испытать синестетическое прикосновение, синестеты должны наблюдать за кем-то, кто способен испытывать ощущения.
Зеркальные реакции не ограничены только ощущением прикосновения. Зеркальные синестеты обладают более высокой способностью к эмпатии, чем несинестеты, и поэтому могут испытывать те же эмоции, которые наблюдаются у кого-то другого. Кроме того, некоторые люди испытывают боль, наблюдая за болью другого человека, и это состояние обычно развивается от рождения. Примерно 30 % обычных людей испытывают ту или иную форму этого состояния, и около 16 % людей с ампутированными конечностями сообщают о синестетической боли после ампутации. Если состояние врожденное, синестеты испытывают боль в месте, аналогичном наблюдаемому; однако при приобретенном состоянии боль высокой интенсивности ощущается в месте полученной ранее травмы.

## Зарегистрированные случаи
Первый случай синестезии зеркального прикосновения был зарегистрирован в 2005 году у пациентки C. Наблюдая, как к человеку кто-то прикасается, она испытывала такое же прикосновение на своем теле. Женщина испытывала подобные ощущения всю жизнь, но осознавала, что это ненормально. В остальном она была здоровым человеком. Пациентка также сообщила исследователям, что ее двоюродная сестра тоже имеет синестезию зеркального прикосновения, что дает возможность предполагать генетическую составляющую.

### Известные случаи
Джоэл Салинас — американский невролог и писатель, наиболее известный тем, что обладает несколькими видами синестезии, одна из которых — синестезия зеркального прикосновения. Испытывая проявления синестезии всю жизнь, до определённого момента он считал, что другие люди воспринимают мир точно также. Салинас утверждает, что ощущает боль своих пациентов как свою. Он также обнаружил, что его брат, сестра и мать тоже испытывают синестетические ощущения. Свой опыт он описал в книге «Mirror touch: A memoir of synesthesia and the secret life of the brain» (рус. «Зеркальное прикосновение. Врач, который чувствует вашу боль»).

#### Приобретённые случаи
Пациент D.N. перенес инсульт, в результате чего был парализован и потерял чувствительность левой стороны тела. Если стимулы были скрыты от его взгляда, он не испытывал никаких ощущений. Однако, когда он мог наблюдать стимулы, он мог их чувствовать. И если D.N. верил утверждению, что к нему в данный момент прикасаются, он также чувствовал стимулы. Был проведен эксперимент: мужчине демонстрировали видео с прикосновением к его левой руке, и при этом говорили, что всё происходит в реальном времени. Хотя на самом деле его никто не трогал, D.N. при этом все же испытывал ощущения.
Было высказано предположение, что симптомы синестезии зеркального прикосновения могут возникать у людей с ампутированными конечностями. До 98 % из них сообщают о фантомных ощущениях в ампутированной конечности. Один из методов лечения фантомной боли включает использование зеркального бокса. При этом человек с ампутированной конечностью помещает свою здоровую руку в зеркальный бокс, в результате чего изображение руки отражается в то место, где раньше находилась ампутированная рука. Когда прикасаются к здоровой руке, люди сообщают о соответствующих ощущениях в фантомной конечности. Эти случаи можно рассматривать как синестезию зеркального прикосновения, потому что зрительный стимул вызывает тактильное ощущение. Чтобы определить, действительно ли люди с ампутированными конечностями испытывают синестезию зеркального прикосновения, были проведены дальнейшие исследования. В исследовании приняли участие четыре человека с ампутациями, которых просили наблюдать, как к руке ассистента кто-то прикасается под разными углами. В 61 из 64 попыток они испытывали ощущения зеркального прикосновения, и когда рука шевелилась, ощущения усиливались. Наконец, один человек испытал ощущение холода в отсутствующей конечности, когда увидел, как кубики льда касаются руки ассистента. В другом исследовании треть участников (9 из 28) почувствовали ощущения, которые в большинстве случаев локализовывались в фантомной конечности или культе, при просмотре видеоклипов с прикосновениями. Отмечалось, что интенсивность ощущений была выше в ответ на прикосновения к реальным телам, по сравнению с манекенами или объектами.

## Возможные механизмы
У большинства людей при наблюдении за прикосновением активируются несколько частей мозга, особенно в моторной системе. Зеркальные нейроны играют роль в восприятии действий. Исследования показали, что зеркальные нейроны в вентральной премоторной коре обезьян возбуждаются как при выполнении задачи самими обезьянами, так и при наблюдении за другими обезьянами, выполняющими ту же задачу. Предполагается, что аналогичная зеркальная система функционирует и у людей. Более того, было показано, что усиление активации премоторной коры происходит при наблюдении за тем, как человек хватает объект, но такого не происходит, если действие совершает робот. Зеркальная система обладает избирательностью.
Список областей мозга, в которых наблюдалась повышенная активация:
- Премоторная кора
- Островковая кора
- Верхняя височная борозда
- Веретенообразная извилина
- Первичная соматосенсорная кора
- Вторичная соматосенсорная кора

Веретенообразная извилина, первичная и вторичная соматосенсорная кора, премоторная кора и верхняя височная борозда обычно активируются при наблюдении прикосновения к голове или шее другого человека. В частности, визуальное представление лиц активирует веретенообразную извилину и верхнюю височную борозду. Как и в премоторной коре, активация в этих областях выше при наблюдении за действиями, выполняемыми другим человеком. Активация в первичной соматосенсорной коре организована соматотопически, то есть в соответствии с тем, к какой части тела прикасаются. Наконец, при наблюдении прикосновения к левой стороне лица или шеи человека активируется правая соматосенсорная кора, а при наблюдении прикосновения к правой стороне лица или шеи активируется левая соматосенсорная кора.

## Теории возникновения
Существует две основных теории возникновения синестезии зеркального прикосновения.

### Теория порога
Теория порога (англ. Threshold Theory) утверждает, что данный тип синестезии — крайняя форма проявления нормального нейронного механизма (системы зеркальных нейронов, отвечающей за прикосновения). Когда активация системы ниже определенного порога, наблюдаемое прикосновение понимается и воспринимается как прикосновение к другому человеку. Предполагается, что при превышении порога возникает синестезия зеркального прикосновения — синестеты ощущают, будто прикасаются к их собственному телу. В целом, активация в первичной и вторичной соматосенсорной коре у синестетов значительно выше, чем у несинестетов. Также значительно выше активация премоторной коры. Кроме того, исследования показали, что при наблюдении за прикосновением передний островок активируется у синестетов зеркального прикосновения, но не активируется у несинестетов. Считается, что передняя часть островковой доли опосредует сознательное восприятие прикосновения.
Существует мнение, что эта теория может объяснить не все аспекты синестезии зеркального прикосновения. Например, отличия в мозге зеркальных синестетов касаются не только соматосенсорной коры. В исследовании было обнаружено, что у них наблюдается увеличение плотности серого и белого вещества в правом височном полюсе, а также снижение плотности серого вещества в области правого височно-теменного узла (rTPJ) и медиальной префронтальной коры (mPFC). Эти области связывают с явлением ментализации.Кроме того, теория порога объясняет только синестезию боли и прикосновения. Однако было обнаружено, что зеркальные синестеты испытывают и другие необычные ощущения, связанные с формой объектов или их движением.

### Теория Я-Другой
Теория Я-Другой (англ. Self-Other Theory) утверждает, что синестезия зеркального прикосновения является результатом нарушения способности отделять (отличать) себя от других. Нарушения связаны с наличием у зеркальных синестетов необычного самосознания и особенностей управления представлениями о себе и других.
Предполагается, что у зеркальных синестетов представления о себе могут быть более обширными, чем у обычных людей, что ведет к включению опыта других в представления о собственном теле. Зеркальные синестеты, таким образом, по-другому определяют, кто является объектом прикосновения. Это можно проследить на примере иллюзии резиновой руки. Если у несинестетов ощущение принадлежности искусственной руки собственному телу можно вызвать путем синхронной стимуляции резиновой и реальной руки, то зеркальным синестетам для этого достаточно одного наблюдения за прикосновением к искусственной руке.
Также предполагается, что у зеркальных синестетов могут наблюдаться нарушения в контроле представлений о себе и других. Контроль заключается в подавлении представлений о себе и усилении представлений о других (например, когда требуется встать на позицию другого) или обратном действии. Гипотеза состоит в том, что зеркальные синестеты не способны подавить воспринимаемые переживания других и поэтому воспринимают их как собственные. Она базируется на обнаруженном снижении плотности серого вещества в области правого височно-теменного узла (rTPJ) у зеркальных синестетов. Правый височно-теменной узел играет важную роль в реализации способности контролировать степень усиления или подавления представлений о себе или другом. Кроме того, было показано, что люди с синестезией зеркального прикосновения совершают больше ошибок, по сравнению с несинестетами, в задачах, для решения которых требуется смена перспективы.
Высказываются предположения, что способность управлять переключением представлений о себе и других может играть ключевую роль в ряде социально-когнитивных процессов, включая, например, эмпатию. Предполагается, что для эмпатии необходимо переключение с себя на другого с целью обработки его эмоциональных сигналов и корректировки в связи с ними своего эмоционального состояния. В этом контексте сложности с подавлением представлений о других могут служить объяснением обнаруженной у зеркальных синестетов повышенной эмпатии.
Среди ограничений теории выделяют проблему объяснения причины, по которой некоторые синестеты испытывают ощущения при наблюдении за неодушевленными предметами, а также проблему применимости такого способа объяснения к приобретенным случаям (после ампутации).

## Связь с эмпатией и просоциальным поведением
В исследованиях была выдвинута гипотеза, что эмпатия проявляется в процессе моделирования. Поскольку у синестетов зеркального прикосновения повышена активация зеркальных систем, казалось вероятным, что они также будут испытывать более высокую эмпатию, и это было подтверждено. Более высокая эмпатия у зеркальных синестетов была определена с помощью Коэффициента эмпатии, который имеет три основных шкалы: когнитивная эмпатия, эмоциональная реактивность и социальные навыки. Синестеты зеркального прикосновения показали значительно более высокий коэффициент эмоциональной реактивности, чем в контрольной группе, но по показателям когнитивной эмпатии и социальных навыков такого обнаружено не было. Было также показано, что они обладают лучшими способностями к распознаванию тонких выражений лица, но не демонстрируют улучшенного узнавания лиц.
В одном исследовании не удалось подтвердить эти данные. В нём утверждалось, что синестезия зеркального прикосновения не связана с повышенной эмпатией и лучшим распознаванием выражений лица. Также было обнаружено, что зеркальные синестеты сообщали об ощущениях в ответ на прикосновения к неодушевленным предметам и обладали худшими, по сравнению с несинестетами, социальными навыками. Предполагается, что причина таких результатов кроется в отсутствии единой методики определения наличия синестезии зеркального прикосновения у человека. Более позднее исследование с применением нового метода подтверждения наличия синестезии подтвердило, что люди с синестезией зеркального прикосновения лучше распознают выражения эмоций на лице и обладают менее сбалансированным, по сравнению с несинестетами, профилем по шкалам Коэффицента эмпатии. У зеркальных синестетов наблюдалось преобладание эмоциональной реактивности над социальными навыками и способностью к ментализации (когнитивная эмпатия). Также наблюдалась реакция на прикосновения к объектам, но это было объяснено ответом не на само прикосновение, а на акт касания (ощущение на кончике пальца).
При демонстрации положительных и отрицательных эмоционально заряженных изображений, связанных с прикосновениями и болью (например, травмы), люди с синестезией зеркального прикосновения оценивали их субъективное воздействие как более сильное, по сравнению с несинестетами.
В игре «Диктатор» зеркальные синестеты продемонстрировали более альтруистичное поведение: они жертвовали большие, по сравнению с несинестетами, суммы денег.